# Cerro de los Chivos
Der Cerro de los Chivos (deutsch Zickleinberg) ist ein Berg in Uruguay.
Er befindet sich im Departamento Rivera. Der 284 Meter hohe Berg gehört dabei zu einer Gruppe dreier abgeflachter Hügel namens Tres Cerros del Cuñapirú in der Hügelkette Cuchilla de Haedo.